# Kommunslogan
En kommunslogan är en slogan som används för att marknadsföra en kommun. Det kan vara i syfte att locka till sig turister, öka inflyttningen, eller för att öka kännedomen om orten samt förknippa den med en positiv känsla. 
Enstaka kommuner har en slogan på engelska snarare än svenska. Ett exempel är Stockholms kommun vars slogan lyder "The capital of Scandinavia". Många sloganer har kritiserats för att vara obegripliga eller meningslösa ur marknadsföringssynpunkt.
Utöver de officiella kommunsloganer som existerar förekommer även sloganer vilka inte är officiella. Ett exempel är Skurups kommun, vars officiella slogan är "Skurup – Nils Holgerssons hembygd", medan många uppfattat "When in Europe don't miss Skurup" som kommunens slogan.

## Svenska kommunsloganer (officiella och inofficiella, men vanligt förekommande)
| Kommun               | Slogan                                                                                            |
| -------------------- | ------------------------------------------------------------------------------------------------- |
| Ale kommun           | Lätt att leva                                                                                     |
| Alingsås kommun      | Potatisstaden                                                                                     |
| Alvesta kommun       | Alvesta Nästa!                                                                                    |
| Aneby kommun         | Unik - nära                                                                                       |
| Arboga kommun        | Plats för inspiration                                                                             |
| Arjeplogs kommun     | En väg, många möjligheter                                                                         |
| Arvidsjaurs kommun   | Arvidsjaur har allt! / Arvidsjaur vinner på sin välkomnande attityd och höga servicenivå.         |
| Arvika kommun        | Ett Arvika som glöder (officiell slogan) Kommunen med stake (inofficiell)                         |
| Askersunds kommun    | Skärgårdsidyllen Askersund                                                                        |
| Avesta kommun        | Koppardalen - outdoor - sport / Attraktiva Avesta                                                 |
| Bodens kommun        | Fördel Boden / Vår fördel – vår styrka                                                            |
| Bollebygds kommun    | Kommunen där vi bor bra och lever länge                                                           |
| Borlänge kommun      | Trevligt folk                                                                                     |
| Borås stad           | Borås – of course / Storstadens utbud – småstadens närhet                                         |
| Botkyrka kommun      | Långt ifrån lagom,                                                                                |
| Båstads kommun       | Fördel Båstad                                                                                     |
| Degerfors kommun     | Mer än stål och fotboll                                                                           |
| Eda kommun           | Expansiva Eda                                                                                     |
| Eksjö kommun         | Eksjö, den unika trästaden!                                                                       |
| Enköpings kommun     | Sveriges närmaste stad                                                                            |
| Eskilstuna kommun    | Den stolta fristaden                                                                              |
| Fagersta kommun      | Fagersta – här får du livstid                                                                     |
| Falkenbergs kommun   | Hitta det här!                                                                                    |
| Filipstads kommun    | Bra möe bättre                                                                                    |
| Flens kommun         | Sörmlands hjärta                                                                                  |
| Forshaga kommun      | Barnkommun i Värmland                                                                             |
| Gislaveds kommun     | Kommunen på G                                                                                     |
| Gnesta kommun        | För dig som vill växa i stadens lugn och landets puls                                             |
| Grums kommun         | Så mycket mer än du tror                                                                          |
| Gällivare kommun     | En arktisk småstad i världsklass.                                                                 |
| Gävle kommun         | Välkommen ombord                                                                                  |
| Halmstads kommun     | Halmstad, staden med tre hjärtan                                                                  |
| Hammarö kommun       | Skärgårdskommun i Värmland                                                                        |
| Haninge kommun       | Inte bara skärgård                                                                                |
| Heby kommun          | Mitt i allt / En växande landsbyggdskommun med närhet, trygghet och livskvalitet                  |
| Hedemora kommun      | Hedemora välkomnar                                                                                |
| Helsingborgs stad    | Staden för dig som vill något                                                                     |
| Herrljunga kommun    | En plats i världen att bo på                                                                      |
| Hjo kommun           | I love Hjo                                                                                        |
| Hofors kommun        | Sveriges vänligaste kommun                                                                        |
| Härryda kommun       | Härryda - Här vågar vi!                                                                           |
| Hässleholms kommun   | Hässleholm nästa                                                                                  |
| Höganäs kommun       | Väl värt att investera i                                                                          |
| Jönköpings kommun    | Ljuset vid Vättern                                                                                |
| Kalix kommun         | Där älven möter havet                                                                             |
| Kalmar kommun        | Alla tiders Kalmar                                                                                |
| Karlskoga kommun     | Alfred Nobels Karlskoga                                                                           |
| Karlskrona kommun    | Underbara vatten                                                                                  |
| Karlstads kommun     | Solstaden [i olika varianter] / Där solen alltid skiner.                                          |
| Kils kommun          | På rätt spår                                                                                      |
| Kiruna kommun        | Ett rent nöje                                                                                     |
| Knivsta kommun       | Där framtiden bor                                                                                 |
| Kristianstads kommun | Spirit of food                                                                                    |
| Kristinehamns kommun | Picasso valde Kristinehamn, välkommen du också                                                    |
| Kungsbacka kommun    | Kraft att skapa. Plats att leva.                                                                  |
| Kungälvs kommun      | Med hjärtat i historien och blicken mot framtiden                                                 |
| Kävlinge kommun      | Ligger bra till                                                                                   |
| Lekebergs kommun     | Lekeberg – Lika trevligt som det låter                                                            |
| Lerums kommun        | Mer än du tror                                                                                    |
| Lilla Edets kommun   | Göta älvdalens pärla - vi gör det tillsammans!                                                    |
| Linköpings kommun    | Där idéer blir verklighet                                                                         |
| Luleå kommun         | Sveriges nordliga metropol                                                                        |
| Lunds kommun         | Lund – den lilla storstaden                                                                       |
| Malungs kommun       | Malungs kommun, 41 kvadratkilometer med utveckling                                                |
| Malmö kommun         | Mångfald, möten och möjligheter                                                                   |
| Mariestads kommun    | Vänerns pärla                                                                                     |
| Markaryds kommun     | Här lever vi längst i Sverige!                                                                    |
| Mjölby kommun        | Världsvan & hemkär                                                                                |
| Mullsjö kommun       | AttrAktiva Mullsjö                                                                                |
| Norbergs kommun      | Låt dig överraskas                                                                                |
| Norrköpings kommun   | Upplev Norrköping                                                                                 |
| Norsjö kommun        | En attraktiv och företagsam kommun där kropp och själ hinner med                                  |
| Nybro kommun         | Staden i Glasriket                                                                                |
| Nykvarns kommun      | Ung, Vild och Vacker.                                                                             |
| Nyköpings kommun     | Nyköping vid havet                                                                                |
| Partille kommun      | Mitt i det goda livet                                                                             |
| Piteå kommun         | Välkommen till Piteå – en plats lätt att älska Tidigare: Det är hit man kommer när man kommer hem |
| Ronneby kommun       | Den moderna kurorten                                                                              |
| Sala kommun          | Silverstaden                                                                                      |
| Sjöbo kommun         | Sjöbo – en plats vi skapar tillsammans                                                            |
| Skellefteå kommun    | Ge idéerna plats. Tidigare: Guldstaden.                                                           |
| Skurups kommun       | When in Europe – Don't miss Skurup. / Skurup – Nils Holgerssons hembygd                           |
| Smedjebackens kommun | EKO mot framtiden                                                                                 |
| Sollefteå kommun     | En kraftfull kommun                                                                               |
| Stenungsunds kommun  | Det goda kustnära samhället med framtidstro och utveckling                                        |
| Stockholms stad      | The Capital of Scandinavia                                                                        |
| Storfors kommun      | Stortrivs i Storfors                                                                              |
| Strängnäs kommun     | Dynamisk Idyll                                                                                    |
| Strömstads kommun    | Havet i centrum och livet i fokus                                                                 |
| Sundsvalls kommun    | Norrlands huvudstad                                                                               |
| Sunne kommun         | Sagolika Sunne                                                                                    |
| Säffle kommun        | Sveriges yngsta stad Tidigare: Säffle – en kopp kaffe                                             |
| Säters kommun        | Jag är tokig i Säter,                                                                             |
| Södertälje kommun    | Sveriges internationella huvudstad och även Södertälyeah!                                         |
| Sölvesborgs kommun   | Av naturliga skäl                                                                                 |
| Tanums kommun        | Kommun utan gränser                                                                               |
| Tierps kommun        | Här är allt möjligt                                                                               |
| Tingsryds kommun     | Där livet är härligt!                                                                             |
| Tomelilla kommun     | Glada Tomelilla                                                                                   |
| Torsby kommun        | Vi har säsong året om                                                                             |
| Tranemo kommun       | Lev livet på den gröna sidan                                                                      |
| Tranås kommun        | Vattenstaden Tranås / Vi möts i Tranås                                                            |
| Trelleborgs kommun   | Lite mer Trelleborg                                                                               |
| Trosa kommun         | Världens ände                                                                                     |
| Umeå kommun          | Umeå. Vill mer. Tidigare: Björkarnas stad.                                                        |
| Upplands-Bro kommun  | Kommunen som ger plats                                                                            |
| Uppsala kommun       | Tillväxt varje dag sedan 1286 / Välkommen hit. Välkommen hem / Svaret finns i Uppsala.            |
| Vadstena kommun      | Storhet i det lilla                                                                               |
| Varbergs kommun      | Västsveriges kreativa mittpunkt                                                                   |
| Vellinge kommun      | Bättre utsikter                                                                                   |
| Vilhelmina kommun    | Vild och vacker                                                                                   |
| Vingåkers kommun     | En promille kan inte ha fel!,                                                                     |
| Värmdö kommun        | Stockholms stoltaste skärgård                                                                     |
| Värnamo kommun       | Välkommen till Värnamo - platsen där engagemang skapar framgång                                   |
| Västerviks kommun    | Ostkustens pärla / Skärgårdstaden / Visstaden                                                     |
| Västerås stad        | Västerås – Staden utan slogan                                                                     |
| Växjö kommun         | Europas grönaste stad                                                                             |
| Ystads kommun        | Ja, i Ystad                                                                                       |
| Åmåls kommun         | Alltid något, sa han som fick se Åmål / Åmål vid Vänern                                           |
| Åre kommun           | Åre - året runt!                                                                                  |
| Årjängs kommun       | Vackrast och vildast i västra Värmland                                                            |
| Älvdalens kommun     | En bra bit av Dalarna                                                                             |
| Älvkarleby kommun    | (inofficiell) Där Dalälven möter havet                                                            |
| Örebro kommun        | Mötesplats Örebro                                                                                 |
| Östhammars kommun    | En del av Roslagen                                                                                |